# USS Yorktown (CV 5)
A USS Yorktown  a Yorktown osztály az USA Haditengerészetének 5. repülőgép-hordozója volt. A második világháború első felében több fontos csatában is részt vett, például a Korall-tengeri csatában és a midwayi csatában is.

## Építése

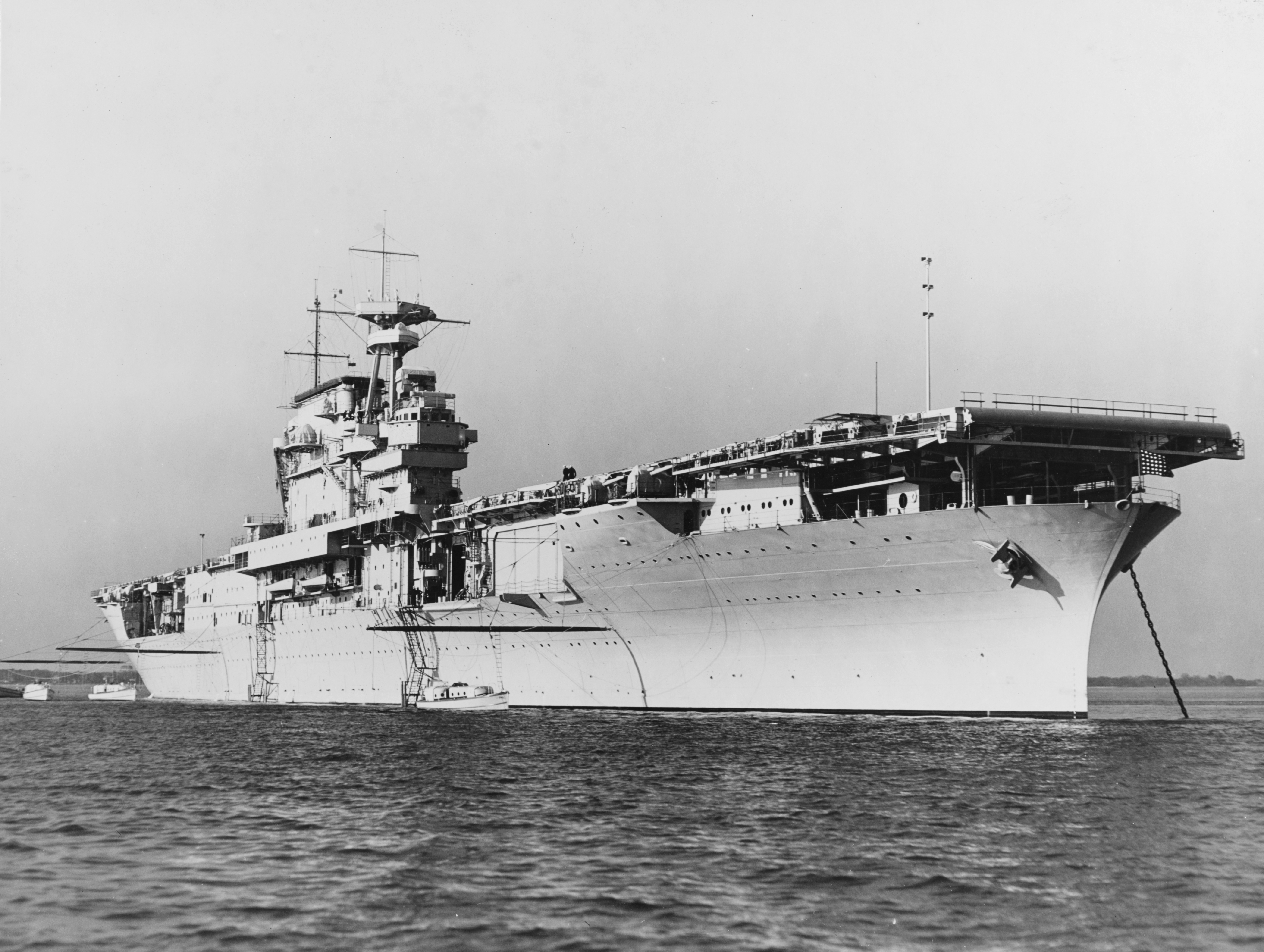
A Yorktown 1937-ben

Az amerikai haditengerészet ötödik, a Yorktown osztály első egységének építése 1934 május 21-én kezdődött a Newport News-i Hajógyárban. Vízkiszorítása 25 500 tonna, hossza 251 méter, szélessége 33 méter, merülése pedig 6,5 méter lett. Maximális sebessége 32,5 csomó volt. 1936 április 4-én bocsátották vízre, a hajót Eleanor Roosevelt keresztelte el a Yorktowni csata emlékére. Kapitánya Ernest D. McWhorter lett, akinek irányítása alatt a Yorktown a virginiai Norfolk kikötőjébe hajózott.

## Fegyverzet
- 90 repülőgép, főbb típusok: F4F Wildcat, SBD Dauntless
- 8 drb 127 mm-es ágyú
- 24 drb 28 mm-es légvédelmi ágyú
- 24 drb 12,7 mm-es légvédelmi gépágyú

## Pályafutása

### A háború előtt
1939. április 20-án az egyre növekvő japán fenyegetésre válaszként a Csendes óceánra vezényelték. A következő évben a Yorktown  egyike lett azon hat hajónak, amelyet  radarral szereltek fel. 1941. április 20-án délkeletre hajózott, május 6-án éjjel átkelt a Panama csatornán és Bermudára érkezik. Az USA második világháborúba való belépéséig Bermuda és Új-Fundland között járőrözött, rombolói a Nagy Britanniába tartó konvojokat védték.

### Második világháború
Amikor Japán 1941. december 7-én reggel megtámadta Pearl Harbort, az Egyesült Államoknak csak 3 repülőgép-hordozója volt a Csendes óceánon (Enterprise, Lexington és Saratoga) Erősítésként több másik repülőgép-hordozót, köztük a Yorktownt, a Csendes óceánra vezénylik. Első küldetéseként egy konvojt kísért Amerikai Szamoára 1942 januárjában. Az év első harmadában több kisebb összecsapásban is részt vett, köztük a Marshall- és a Gilbert-szigeteknél vívott harcokban.

#### Korall-tengeri csata

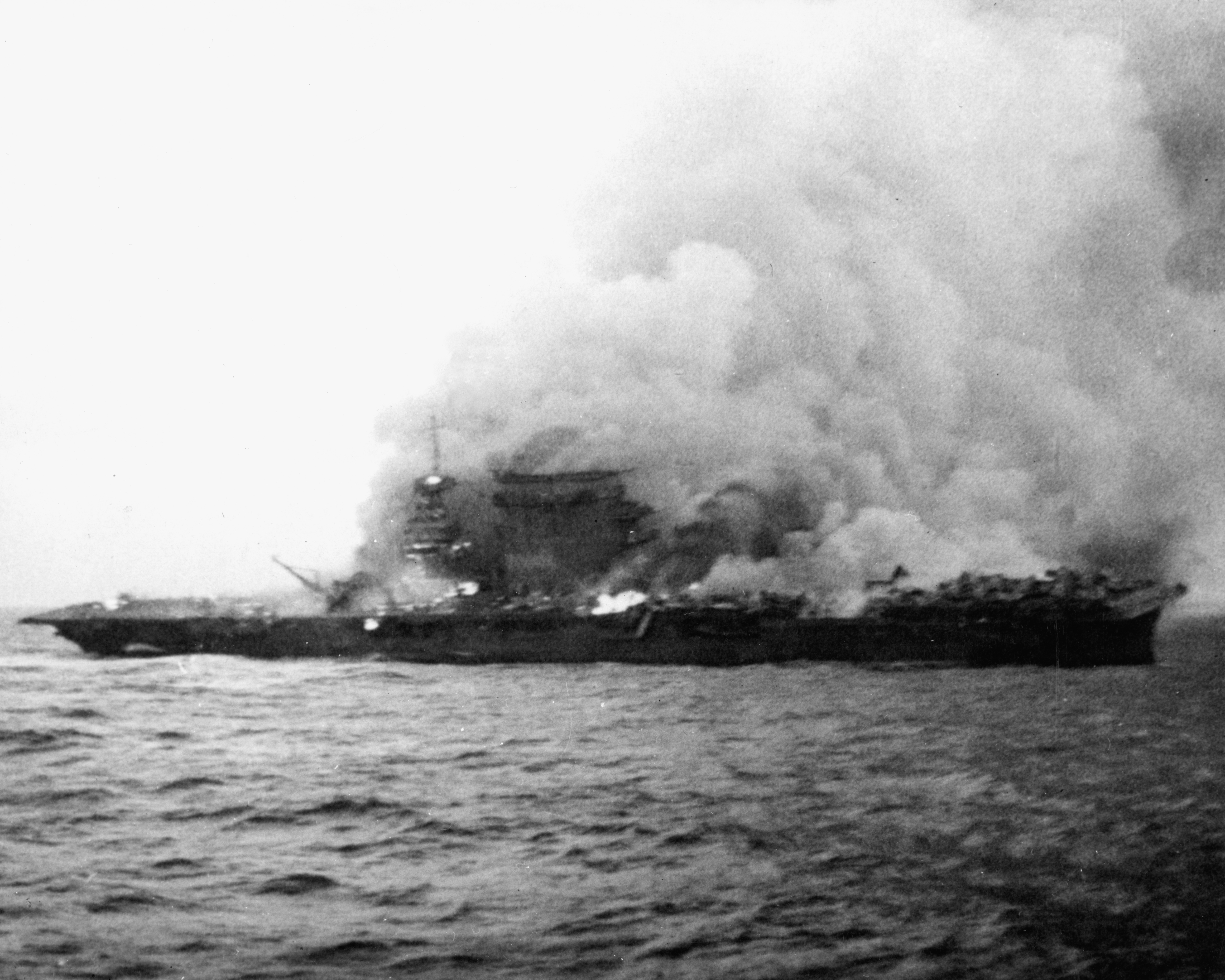
A Lexington elsüllyedése előtt

1942 májusában a japánok Port Moresby elfoglalására készültek, azonban az amerikai hírszerzés tudomást szerzett a tervről és két repülőgép-hordozót (a Yorktownt és a Lexingtont) vezényeltek a térségbe Frank Jack Fletcher admirális vezetése alatt. A japánoknak két nehéz és egy könnyű repülőgép-hordozója volt. Május 7-én amerikai repülők megtalálták és elsüllyesztették a japánok könnyű repülőgép-hordozóját. Május 8-án az amerikaiak elsüllyesztették az egyik japán nehéz repülőgép-hordozót, a Sókakut, viszont súlyos károkat szenvedett mindkét amerikai repülőgép-hordozó is. A Lexingtont hatalmas kárjai miatt az amerikaiak inkább elsüllyesztették, a Yorktown viszont visszatért Pearl Harborba.

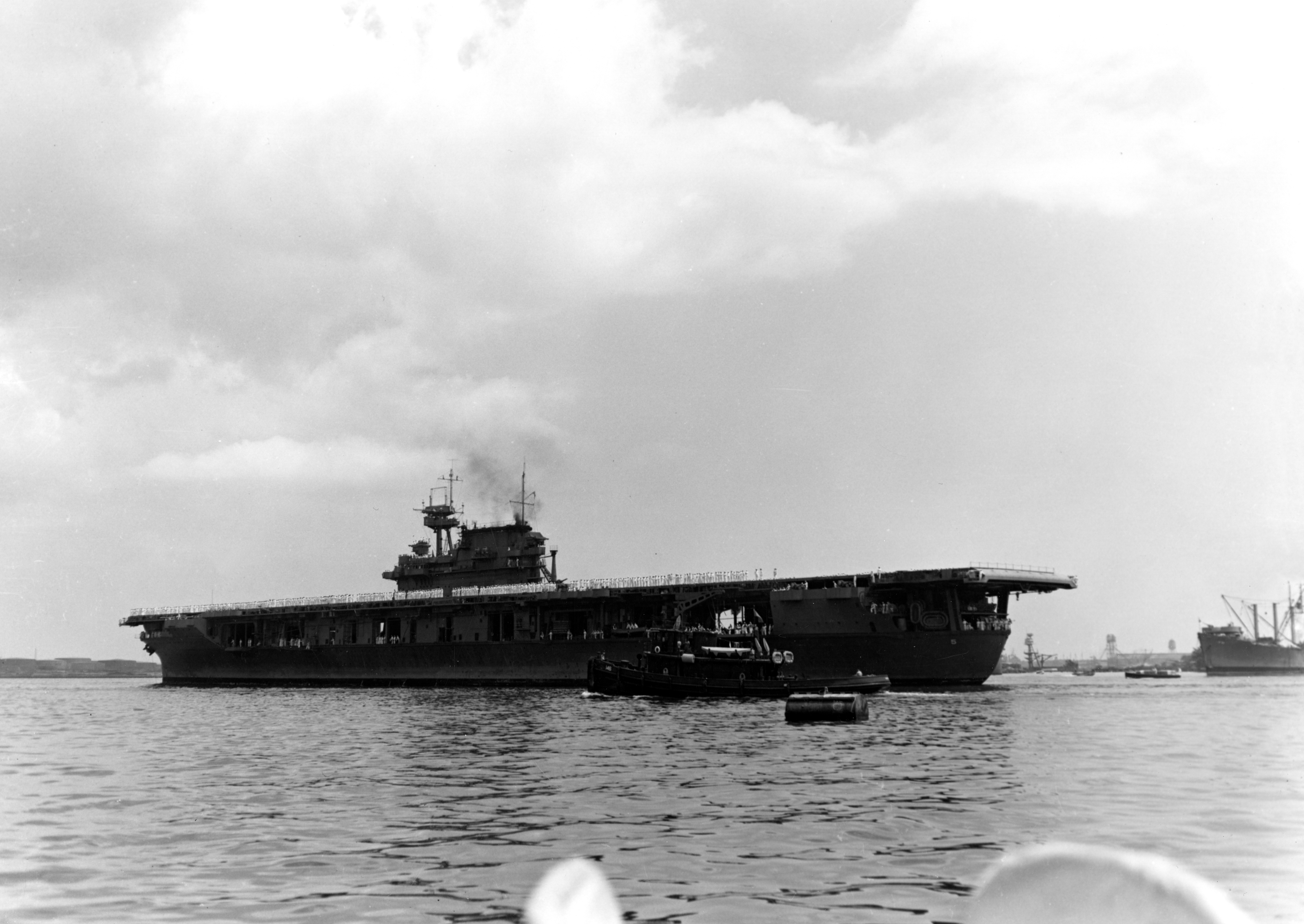
A Yorktown Pearl Harborban 1942 májusában

#### Midwayi csata
Az amerikaiak feltört japán kódok alapján megtudták, hogy a japánok következő célpontja Midway. Chester Nimitz admirális elkezdi megszervezni az atoll védelmét. Azonban a Korall tengeri csata miatt csak két ép repülőgép-hordozója volt, az Enterprise és a Hornet. Ezért kiadta parancsba hogy a Yorktownt minél hamarabb hozzák harcképes állapotba. Ezt Pearl Harborban 72 óra alatt megfeszített tempóban sikerült is végrehajtani, így már három repülőgép-hordozó volt a japánok négy hordozójával szemben. A Nagumo Csúicsi admirális által vezetett flotta  június 4-én hajnalban megkezdte Midway bombázását. Az amerikaiak viszont támadást indítottak a már felderített japán repülőgép-hordozók ellen, hármat elsüllyesztve. Azonban Nagumo az utolsó megmaradt hordozójáról támadást indított, és sikerült  súlyosan megrongálni a Yorktownt. Azonban a Yorktown tapasztalt legénységének sikerült annyira helyrepofozni a hajót, hogy kívülről nem látszott sérültnek, ezért a japán repülők újabb hulláma azt hitte hogy az egy másik hajó, ezért újra megtámadták, ezúttal véglegesen. A hajó oldalára dőlt és elsüllyedt. Viszont a Hornetről és az Enterpriseról felszálló repülőgépek megtalálták és elsüllyesztették az utolsó japán hordozót is, teljes vereséget mérve a japán flottára.

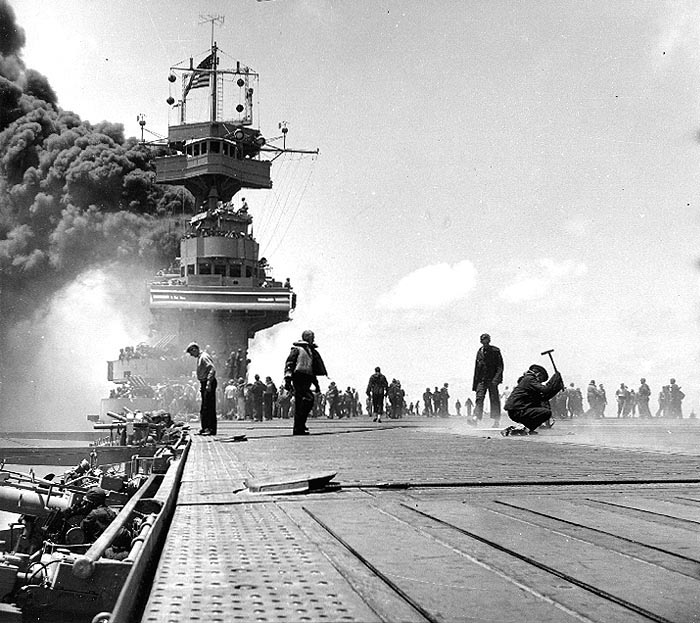
A Yorktownt bombatalálat éri
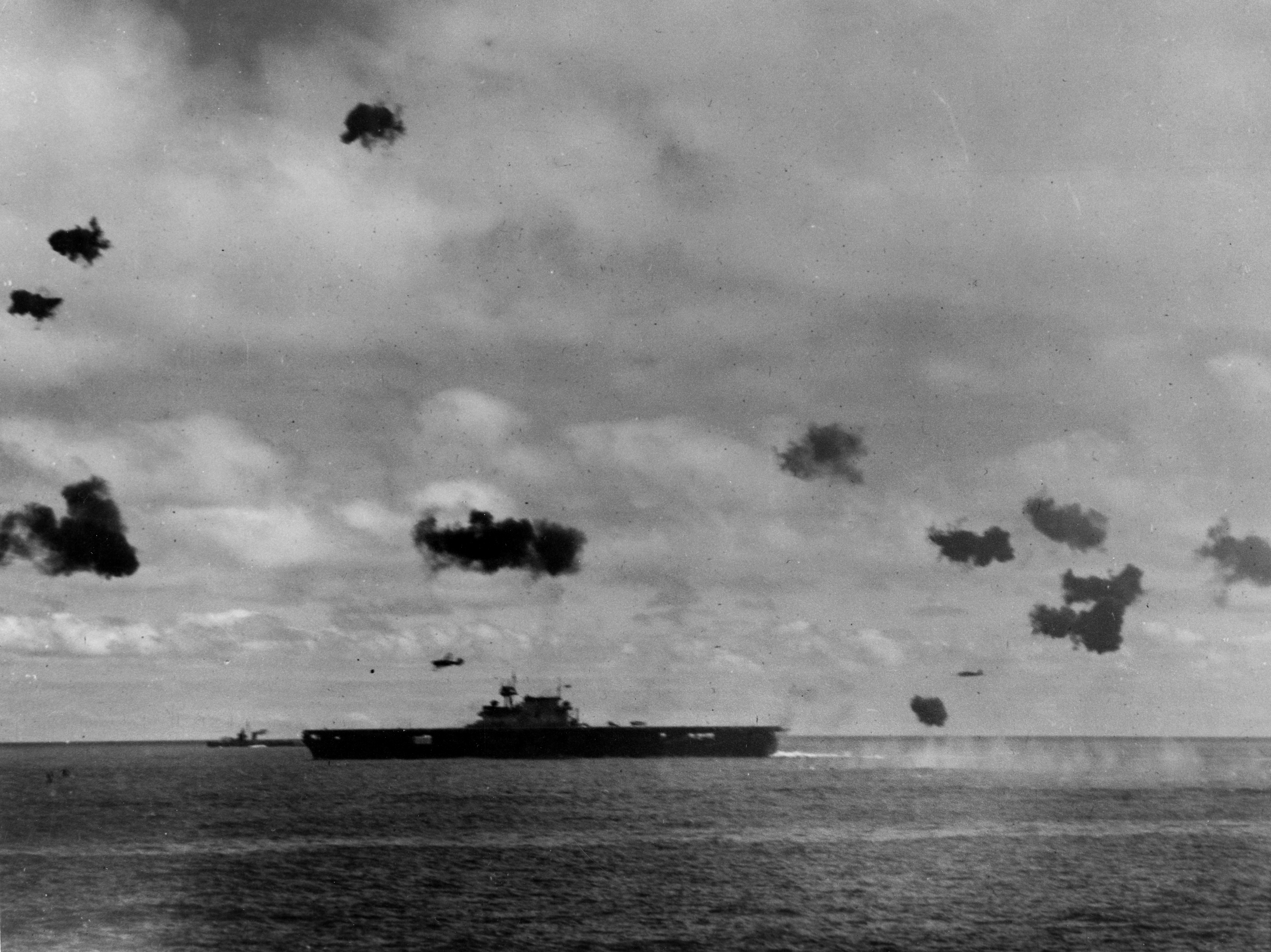
A Yorktown japán torpedóbombázók össztüzében  Midwaynél
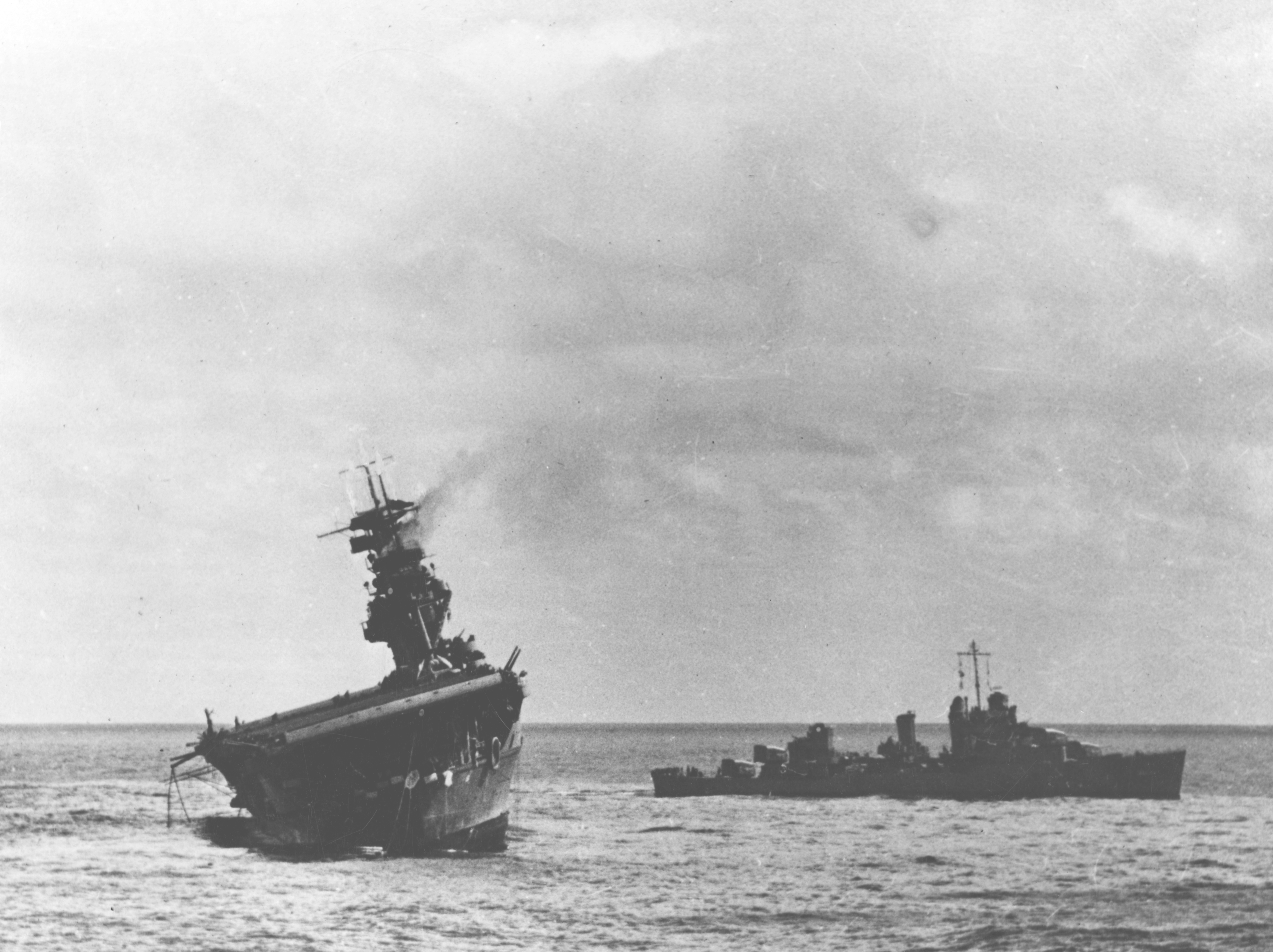
Süllyedés közben a Yorktown
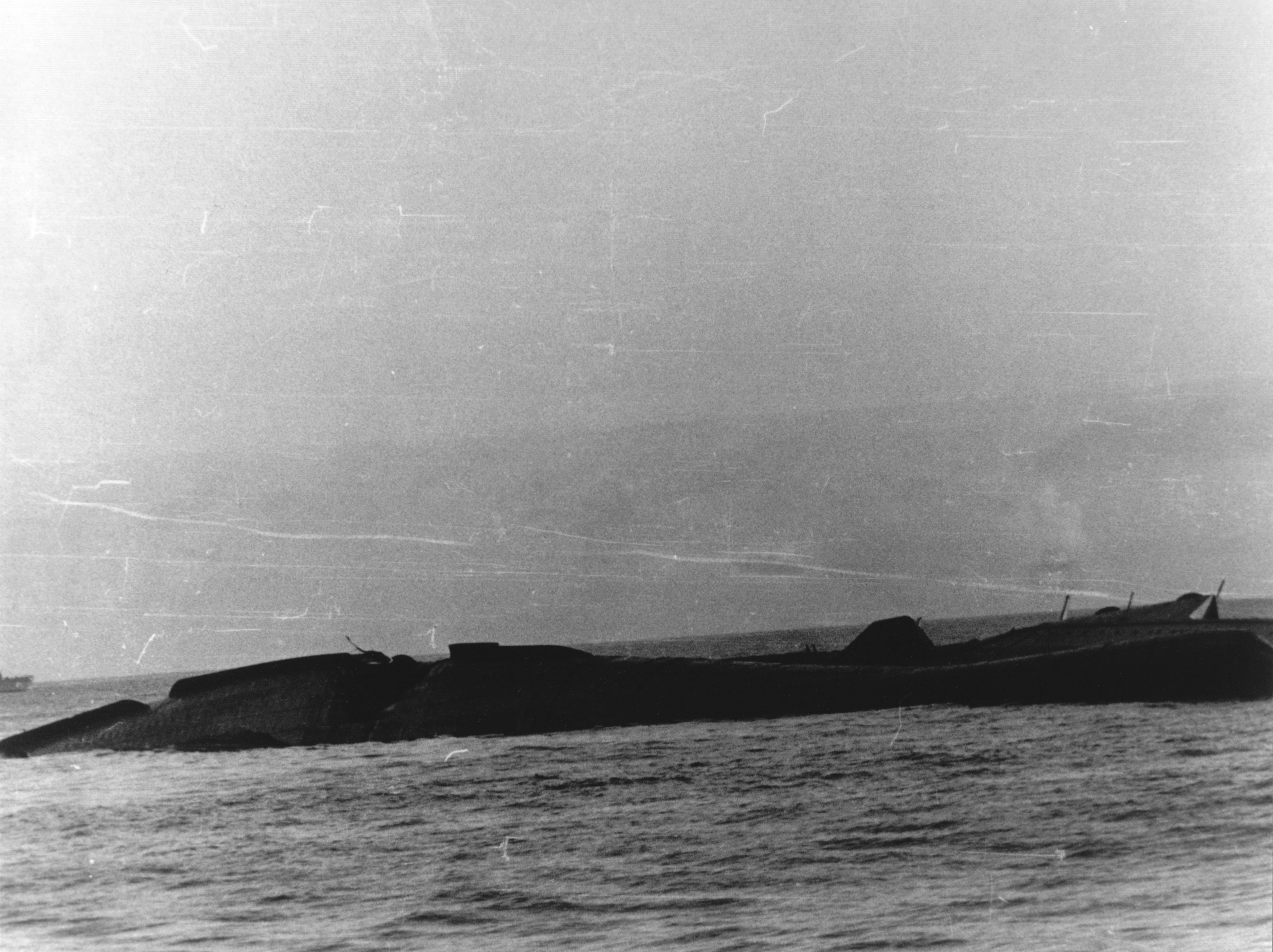
A felfordult Yorktown
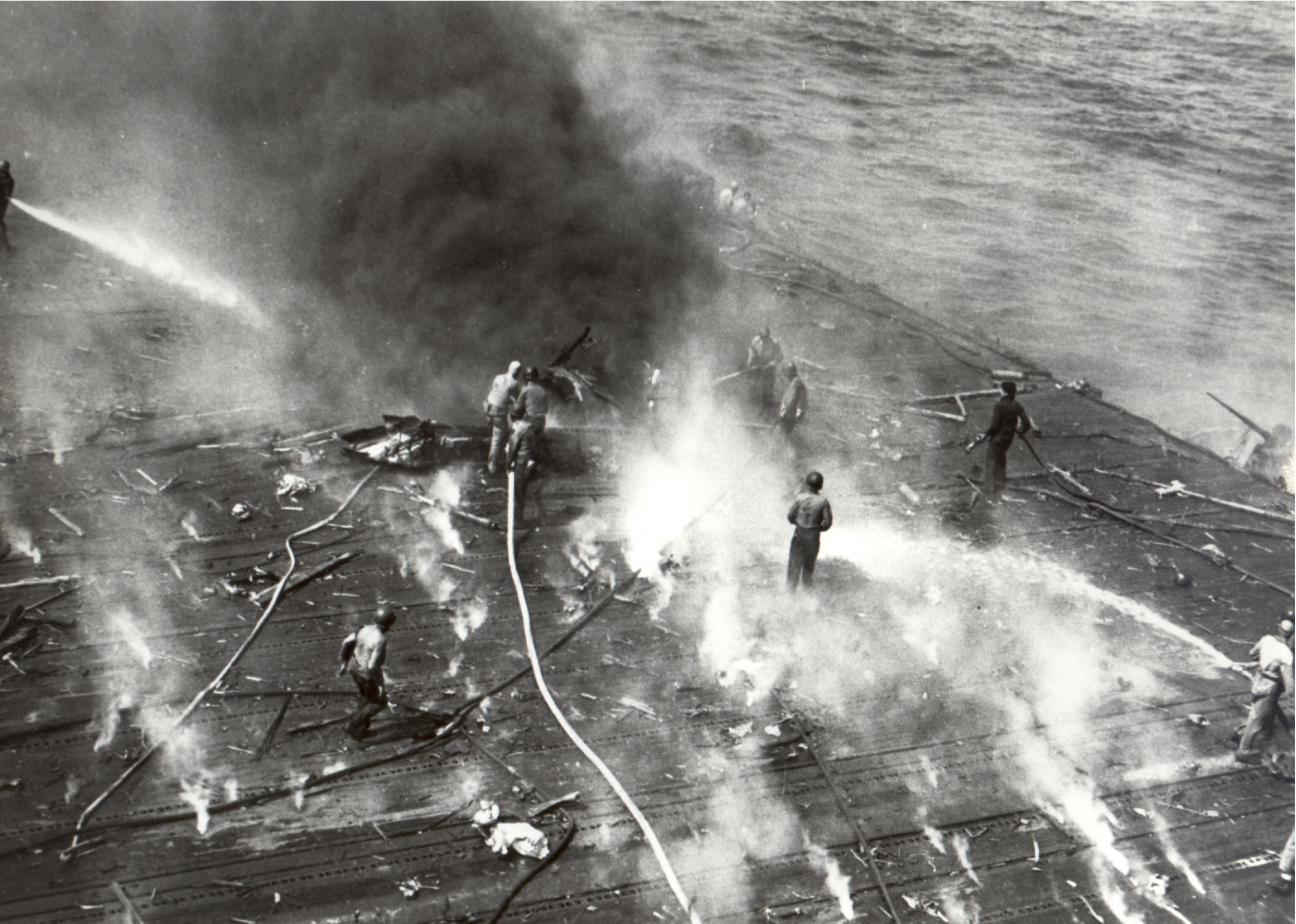
A legénysége javítja a Yorktownt Midwaynél 1942. május 4-én

## Hagyatéka
1943-ban vízre bocsátották a szintén Yorktown-nak elnevezett CV-10-es jelzésű repülőgép-hordozót.
A Yorktown legénységének egyik gyakran használt eszköze tűzoltásra a szén-dioxid volt, később ez a módszer nagyon elterjedtté vált.
1998. május 19-én az RMS Titanic és a Bismarck roncsát is megtaláló dr. Robert Ballard megtalálta és lefényképezte a Yorktown roncsát. A roncs 5 km mélyen a tengerfelszíne alatt található.